# Dimitar Zlatanov
Dimitar Zlatanov (né le 9 novembre 1948 à Ihtiman) est un joueur bulgare de volley-ball. Avec l'équipe de Bulgarie de volley-ball, il remporte la médaille d'argent au Championnat du monde de volley-ball masculin 1970 et aux Jeux olympiques d'été de 1980. En club, il est sacré à huit reprises champion de Bulgarie avec le CSKA Sofia. Il est intronisé au Volleyball Hall of Fame en 2007.
Il est le père de Hristo Zlatanov, joueur international italien de volley-ball.